# Gran Premio de Tailandia de Motociclismo
El Gran Premio de Tailandia de Motociclismo es una prueba del Campeonato Mundial de Motociclismo que se disputa en el Circuito Internacional de Chang a partir del año 2018.

## Ganadores

### Ganadores múltiples (pilotos)
| # Victorias | Piloto            | Victorias | Victorias        |
| # Victorias | Piloto            | Categoría | Años ganador     |
| ----------- | ----------------- | --------- | ---------------- |
| 3           | Marc Márquez      | MotoGP    | 2018, 2019, 2025 |
| 2           | Francesco Bagnaia | MotoGP    | 2024             |
| 2           | Francesco Bagnaia | Moto2     | 2018             |
| 2           | David Alonso      | Moto3     | 2023, 2024       |

### Ganadores múltiples (constructores)
| # Victorias | Constructores | Victorias | Victorias                    |
| # Victorias | Constructores | Categoría | Años ganador                 |
| ----------- | ------------- | --------- | ---------------------------- |
| 5           | Kalex         | Moto2     | 2018, 2019, 2022, 2024, 2025 |
| 4           | Honda         | MotoGP    | 2018, 2019                   |
| 4           | Honda         | Moto3     | 2018, 2022                   |
| 3           | KTM           | MotoGP    | 2022, 2025                   |
| 3           | KTM           | Moto3     | 2019                         |
| 3           | Ducati        | MotoGP    | 2023, 2024, 2025             |

### Por año
| Año  | Circuito | Moto3                           | Moto3                           | Moto2                           | Moto2                           | MotoGP                          | MotoGP                          |
| Año  | Circuito | Piloto                          | Constructor                     | Piloto                          | Constructor                     | Piloto                          | Constructor                     |
| ---- | -------- | ------------------------------- | ------------------------------- | ------------------------------- | ------------------------------- | ------------------------------- | ------------------------------- |
| 2025 | Chang    | José Antonio Rueda              | KTM                             | Manuel González                 | Kalex                           | Marc Márquez                    | Ducati                          |
| 2024 | Chang    | David Alonso                    | CFMoto                          | Arón Canet                      | Kalex                           | Francesco Bagnaia               | Ducati                          |
| 2023 | Chang    | David Alonso                    | Gas Gas                         | Fermín Aldeguer                 | Boscoscuro                      | Jorge Martín                    | Ducati                          |
| 2022 | Chang    | Dennis Foggia                   | Honda                           | Tony Arbolino                   | Kalex                           | Miguel Oliveira                 | KTM                             |
| 2021 | Chang    | Edición cancelada - Coronavirus | Edición cancelada - Coronavirus | Edición cancelada - Coronavirus | Edición cancelada - Coronavirus | Edición cancelada - Coronavirus | Edición cancelada - Coronavirus |
| 2020 | Chang    | Edición cancelada - Coronavirus | Edición cancelada - Coronavirus | Edición cancelada - Coronavirus | Edición cancelada - Coronavirus | Edición cancelada - Coronavirus | Edición cancelada - Coronavirus |
| 2019 | Chang    | Albert Arenas                   | KTM                             | Luca Marini                     | Kalex                           | Marc Márquez                    | Honda                           |
| 2018 | Chang    | Fabio Di Giannantonio           | Honda                           | Francesco Bagnaia               | Kalex                           | Marc Márquez                    | Honda                           |